# Iris narynensis
Iris narynensis là một loài thực vật có hoa trong họ Diên vĩ. Loài này được O.Fedtsch. miêu tả khoa học đầu tiên năm 1905.